# Гусейнов, Эльшад Эйнулла оглы
Эльшад Эйнулла оглы Гусейнов (азерб. Elşad Eynulla oğlu Hüseynov; 8 октября 1968, Хыл, Масаллинский район — 15 июня 1992, Фарух, Ходжалинский район) — азербайджанский полицейский, старший сержант полиции, участник Первой карабахской войны, Национальный Герой Азербайджана (1992, посмертно).

## Награды
Указом президента Азербайджанской Республики Абульфаза Эльчибея № 264 от 8 октября 1992 года старшему сержанту Эльшаду Эйнулла оглы Гусейнову за личное мужество и отвагу, проявленные во время защиты территориальной целостности Азербайджанской Республики и обеспечения безопасности мирного населения, было присвоено звание Национального Героя Азербайджана (посмертно).

## Память
Одна из улиц в Масаллинском районе носит его имя. В селе Хыл, где родился Гусейнов, установлен бюст героя.